# Xiaxi (köpinghuvudort i Kina, Jiangxi Sheng, lat 28,46, long 118,19)
Xiaxi (kinesiska: 下溪) är en köpinghuvudort i Kina. Den ligger i provinsen Jiangxi, i den sydöstra delen av landet, omkring 230 kilometer öster om provinshuvudstaden Nanchang. Antalet invånare är 31 490. Befolkningen består av 15 692 kvinnor och 15 798 män. Barn under 15 år utgör 23,0 %, vuxna 15-64 år 70 %, och äldre över 65 år 6,0 %.
Runt Xiaxi är det tätbefolkat, med 511 invånare per kvadratkilometer. Närmaste större samhälle är Wucun, 9,8 km öster om Xiaxi. Trakten runt Xiaxi består till största delen av jordbruksmark.
Genomsnittlig årsnederbörd är 2 682 millimeter. Den regnigaste månaden är juni, med i genomsnitt 514 mm nederbörd, och den torraste är oktober, med 39 mm nederbörd.